# 土井レミイ杏利
土井 レミイ 杏利（どい レミイ あんり、1989年9月28日 - ）は、パリ出生千葉県多古町出身の元プロハンドボール選手。レミたんとして、TikTokでの動画配信も行っている。

## 来歴
千葉県多古町出身、富里市立日吉台小学校、富里市立富里北卒業。8歳の時に地元の日吉台ハンドボールクラブで競技を始めた。浦和学院高等学校卒業後、日本体育大学へ入学。大学4年次に両膝を故障。実業団からのオファーがあったものの、膝の状況から現役引退を決意し、フランスのシャンベリへ語学留学することとなった。シャンベリでは膝の痛みが何故か消え、ハンドボールをプレーするためにLNHディヴィジオン・アン（フランス）のシャンベリ・サヴォワ・ハンドボールのセカンドチームへ加入した。2013年6月に日本へ帰国する予定だったが、シャンベリからプロ契約のオファーがあり契約。
2016年には第17回男子アジア選手権の日本代表に選出。
2017年2月にはフランスのパリで行われる「ハンドスターゲーム2017」に外国籍選抜チームの一員として選出された。
2017-18年シーズンからはフランス2部のシャルトル・メトロポール・ハンドボール28でプレー。
2019年7月に日本ハンドボールリーグの大崎電気へ加入。７月１３日の開幕戦(対湧永製薬ハンドボールクラブ戦)にて日本ハンドボールリーグ初得点を挙げた。
2021年5月14日 大崎電気より、ハンドボール日本リーグ男子のジークスター東京へ移籍。
2021年7月に開催された東京オリンピックでは予選で敗北。2021年8月4日、自身のTwitterで日本代表からの引退を表明した。
2024年5月21日に同年シーズン限りでの現役引退を発表した。

## 詳細情報

### 年度別成績
| 年              | リーグ          | チーム          | 試合 | フィールド 得点 | 率   | 7m  | 合計    | 警告 | 退場 | 失格 |
| --------------- | --------------- | --------------- | ---- | --------------- | ---- | --- | ------- | ---- | ---- | ---- |
| 2013-14         | フランスD1      | シャンベリ      | 6    | 7/10            | .700 | 0/0 | 7/10    | 0    | 0    | 0    |
| 2014-15         | フランスD1      | シャンベリ      | 25   | 62/82           | .756 | 0/0 | 62/82   | 4    | 3    | 0    |
| 2015-16         | フランスD1      | シャンベリ      | 10   | 13/24           | .542 | 0/0 | 13/24   | 1    | 2    | 0    |
| 2016-17         | フランスD1      | シャンベリ      | 19   | 42/56           | .750 | 0/0 | 42/56   | 5    | 1    | 0    |
| 2017-18         | フランスD2      | シャルトル      | 26   | 46/74           | .622 | 0/0 | 46/74   | 1    | 2    | 0    |
| 2018-19         | フランスD2      | シャルトル      | 26   | 45/66           | .682 | 0/0 | 45/66   | 3    | 6    | 0    |
| フランスD1：4年 | フランスD1：4年 | フランスD1：4年 | 60   | 124/172         | .721 | 0/0 | 124/172 | 10   | 6    | 0    |
| フランスD2：2年 | フランスD2：2年 | フランスD2：2年 | 52   | 91/140          | .650 | 0/0 | 91/140  | 4    | 8    | 0    |

- 各年度の太字はリーグ最高

### 記録

#### 日本ハンドボールリーグ
- フィールドゴール初得点：2019年7月13日、対湧永製薬戦（和光市総合体育館）[12]

## 代表歴

### 日本代表
- アジア選手権 (2016年・2018年・2020年)
- 世界選手権 (2017年・2019年)
- ジャパンカップ (2019年)
- ヒロシマ国際大会 (2016年)
- 日韓定期戦 (2019年)
- 欧州遠征 (2019年)
- 東京2020オリンピック競技大会（2021年）

#### 大会別成績
| 年     | 大会       | 対戦国                  | フィールド 得点 | 率    | 7m  | 合計  | 警告 | 退場 | 失格 |
| ------ | ---------- | ----------------------- | --------------- | ----- | --- | ----- | ---- | ---- | ---- |
| 2017年 | 世界選手権 | ロシア戦 (予選)         | 5/6             | .833  | 0/1 | 5/7   | 0    | 0    | 0    |
| 2017年 | 世界選手権 | フランス戦 (予選)       | 0/1             | .000  | 0/0 | 0/1   | 0    | 1    | 0    |
| 2017年 | 世界選手権 | ブラジル戦 (予選)       | 1/2             | .500  | 0/0 | 1/2   | 1    | 0    | 0    |
| 2017年 | 世界選手権 | ポーランド戦 (予選)     | 0/1             | .000  | 0/0 | 0/1   | 1    | 0    | 0    |
| 2017年 | 世界選手権 | ノルウェー戦 (予選)     | 1/2             | .500  | 0/0 | 1/2   | 0    | 0    | 0    |
| 2017年 | 世界選手権 | アンゴラ戦 (順位決定戦) | 7/7             | 1.000 | 0/0 | 7/7   | 1    | 0    | 0    |
| 2017年 | 世界選手権 | チリ戦 (21-22位戦)      | 2/3             | .667  | 0/0 | 2/3   | 0    | 0    | 0    |
| 2019年 | 世界選手権 | 北マケドニア戦 (予選)   | 2/2             | 1.000 | 0/0 | 2/2   | 0    | 0    | 0    |
| 2019年 | 世界選手権 | クロアチア戦 (予選)     | 3/4             | .750  | 0/0 | 3/4   | 0    | 1    | 0    |
| 2019年 | 世界選手権 | スペイン戦 (予選)       | 0/0             | -     | 0/0 | 0/0   | 0    | 0    | 0    |
| 2019年 | 世界選手権 | アイスランド戦 (予選)   | 0/0             | -     | 0/0 | 0/0   | 0    | 0    | 0    |
| 2019年 | 世界選手権 | バーレーン戦 (予選)     | 2/4             | .500  | 0/0 | 2/4   | 0    | 0    | 0    |
| 2019年 | 世界選手権 | コリア戦 (21-24位戦)    | 10/11           | .909  | 0/0 | 10/11 | 0    | 1    | 0    |
| 2019年 | 世界選手権 | アンゴラ戦 (21-24位戦)  | 5/5             | 1.000 | 0/0 | 5/5   | 0    | 0    | 0    |

## 人気TikTokerとして
ハンドボールの知名度向上と競技普及のため、ショートビデオ配信アプリ・TikTokで動画配信を行っており、2024年2月4日現在のフォロワー数は705万人を超える。TikTok上でのニックネームは「レミたん」。
TikTokでは、ハンドボール関係者以外の興味を引くため、競技関連の動画投稿は少なく、動物などの顔真似や、高い身体能力を生かした奇抜な動きなど、コミカルな動画を主体としている。

## 著書
- レミたんのポジティブ思考（2022年2月15日、日本文芸社、ISBN 978-4537219753）